# Ogilbia galapagosensis
Ogilbia galapagosensis је зракоперка из реда Ophidiiformes и фамилије Bythitidae. 

## Угроженост
Подаци о распрострањености ове врсте су недовољни.

## Распрострањење
Еквадор је једино познато природно станиште врсте.

## Станиште
Станиште врсте су слатководна подручја.